# Chiesa dei Santi Filippo e Giacomo dell'arte dei Fornai
La chiesa dei Santi Filippo e Giacomo dell'arte dei Fornai è una chiesa monumentale di Napoli, ubicata  nel centro storico della città, in via Annunziata: sul fianco sinistro della basilica della Santissima Annunziata Maggiore.
La struttura, attualmente, risulta chiusa al culto, versando in cattivo stato conservativo: non si escludono anche possibili rastrellamenti di suppellettile ed opere d'arte.

## Storia e descrizione
La chiesa risale al XVI secolo e fu voluta dai fornai presenti nella zona. Il fabbricato, molto probabilmente, nel corso dei secoli, ha subito vari rimaneggiamenti.
L'antica facciata, che già da sola mostra rilevanti pregi artistici, è caratterizzata da un portale in piperno della seconda metà del XVI secolo, riccamente modanato; in più è sormantato da un finestrone che ha perso tutte le tracce delle decorazioni, ed è ingabbiato dietro una struttura metallica di protezione. In alto a destra c'è lo stemma dell'arte dei Fornai incastonato nel muro.